# Koper(II)sulfide
Koper(II)sulfide is een sulfide van koper en heeft als brutoformule CuS. De stof komt voor als een donkerbruin tot zwart kristallijn poeder, dat onoplosbaar is in water. Het oplosbaarheidsproduct (Ks) van koper(II)sulfide bedraagt 1,27 × 10−36. In de natuur komt het voor als het mineraal covellien.

## Synthese
Koper(II)sulfide kan bereid worden door een oplosbaar koper(II)zout, zoals koper(II)chloride, te laten reageren met waterstofsulfide, waardoor het neerslaat:
{\displaystyle {\ce {CuCl2 + H2S -> CuS + 2HCl}}}

## Structuur
De structuur van koper(II)sulfide is complexer dan de brutoformule doet vermoeden. De kristalstructuur is hexagonaal. Eén derde van de koper- en zwavelatomen vormen een vlakke laag met een typische boornitridestructuur. Twee derde van de zwavelatomen vormen zwavelparen, zoals in de pyrietstructuur, die loodrecht op de vlakke laag staan, met koperatomen tussen. Het bestaat dus niet alleen uit Cu2+, maar ook uit Cu+-ionen. Daarom kan het elektronisch gezien het beste beschreven worden als Cu2ICuII(S2)S.
Wanneer Cu2+- en S2−-ionen samengevoegd worden om koper(II)sulfide te bereiden, is het tweewaardige koperion sterk genoeg als oxidator om een elektron van het zwavelatoom weg te halen. Het resultaat is een redoxreactie, waarbij Cu2+ wordt gereduceerd en S2− wordt geoxideerd:
{\displaystyle {\ce {Cu^2+ + S^2- -> Cu+ + S-}}}
Het gat in de d-orbitaal van het Cu2+-ion (een deeltje met 3d9-structuur) wordt overgedragen aan het sulfide-ion. Het S−-ion is daarmee iso-elektronisch met een chlooratoom. Evenals chloor komt het dan ook veelvuldig als paar voor:
{\displaystyle {\ce {S- + S- -> S2^2-}}}
In de hexagonale structuur van koper(II)sulfide gebeurt dat met 2 op de 3 zwavelatomen. Het derde gat kan door de hele vaste stof bewegen en het gevolg is dat koper(II)sulfide zich als een metallische geleider gedraagt.

## Eigenschappen
Koper(II)sulfide komt voor als een donkerbruine tot zwarte vaste stof, die in de natuur als kopererts voorkomt. In vochtige lucht wordt het geoxideerd tot kopersulfaat. De verbinding is stabiel bij kamertemperatuur en in droge omstandigheden. In vacuüm en bij een temperatuur van 507 °C wordt koper(II)sulfide omgevormd tot koper(I)sulfide en vloeibaar zwavel.
Koper(II)sulfide is onoplosbaar in water, maar wel in sterk geconcentreerde zuurstofzuren, zoals salpeterzuur en zwavelzuur. Zo reageren 3 mol koper(II)sulfide en 8 mol geconcentreerd salpeterzuur volgens een redoxreactie tot kopersulfaat, stikstofmonoxide en water. Ook in verdunde zuren is het onoplosbaar.